# Овчаренко Юрій Миколайович
Юрій Миколайович Овчаренко (нар. 25 квітня 1968, Прилуки, Чернігівська область УРСР) — український футболіст, виступав на позиції нападника.

## Життєпис
Футбольну кар'єру розпочав у 1990 році в складі друголігової чернігівської «Десна». Того сезону на поле виходив не часто, зіграв 3 поєдинки та відзначився 1 голом. Наступного року вже став основним футболістом команди. 16 лютого 1992 року дебютував у кубку України, у програному (0:1) виїзному поєдинку 1/32 фіналу проти полтавської «Ворскли». Юрій вийшов на поле в стартовому складі та відіграв увесь матч. У першій лізі чемпіонату України дебютував 14 березня 1992 року в програному (0:1) виїзному поєдинку 1-о туру підгрупи 1 проти севастопольської «Чайки». Овчаренко вийшов у стартовому складі та відіграв увесь поєдинок. Дебютним голом у складі «Десни» відзначився 9 травня 1992 року на 48-й хвилині переможного (1:0) домашнього поєдинку 15-о туру підгрупи 1 проти київського «Динамо-2». Оічаренко вийшов на поле на 29-й хвилині, замінивши Одександра Лихобицького. У футболці чернігівського колективу в чемпіонатах України та СРСР відіграв 87 матчів та відзначився 29-а голами, ще 1 поєдинок провів у кубку України.
Під час зимової перерви сезону 1992/93 років перейшов до першолігової вінницької «Ниви». У новій команді дебютував 27 березня 1993 року в переможному (3:0) домашньому поєдинку 23-о туру проти стрийської «Скали». Юрій вийшов на поле в стартовому складі та відіграв увесь матч. Дебютним голом у футболці віницького колективу відзначився 30 березня 1993 року на 11-й хвилині переможного (3:1) домашнього поєдинку 24-о туру проти ужгородського «Закарпаття». Овчаренко вийшов на поле в стартовому складі та відіграв увесь матч. У складі «Ниви» зіграв у чемпіонаті України 42 матчі та відзначився 14-а голами, ще 4 поєдинки (1 гол) провів у кубку України.
Наприкіні травня 1994 року повернувся до «Десни». Вперше після свого повернення вийшов на футбольне поле (у стартовому складі, на 84-й хвилині його замінив Ігор Бобович) 30 травня 1994 року в нічийному (2:2) поєдинку 33-о туру першої ліги проти миколаївського «Евіса», а сам Юрій на 70-й хвилині відзначився голом, а на 84-й хвилині отримав жовту картку. У складі «Десни» провів 5 поєдинків та відзначився 2-а голами. Напередодні початку сезону 1994/95 років повертається до вінницької «Ниви», в складі якої повторно дебютує 22 липня 1994 року в програному (1:2) виїзному поєдинку 2-о туру Вищої ліги проти шепетівського «Темпу». Овчаренко вийшов на поле на 46-й хвилині, замінивши Юрія Миколаєнка. Проте закріпитися у вінницькому клубі не зміг, зігравши 3 поєдинки у футболці «Ниви», перейшов до місцевого аматорського «Хіміка», в футболці якого провів 2 поєдинку у кубку України. Решту частину першої половини сезону 1994/95 років провів у першоліговому хмельницькому «Поділлі». Дебютував за хмельницьку команду 10 вересня 1994 року в програному (1:2) виїзному поєдинку 7-о туру проти нікопольського «Металурга». Юрій вийшов на поле в стартовому складі та відіграв увесь матч. У складі «Поділля» зіграв 6 матчів.
Сезон 1995/96 років розпочав у складі вінницької «Ниви». Дебютував у складі «Ниви» 2 серпня 1995 року в переможному (2:1) виїзному поєдинку 3-о туру Вищої ліги проти донецького «Шахтаря». Овчаренко вийшов на поле на 88-й хвилині, замінивши Віктор Бровченка. Забитими м'ячами у складі вінницького клубу не відзначився. У футболці «Ниви» відіграв 6 матчів. Напередодні початку другої частини сезону 1995/96 років перейшов до друголігової «Росі», в складі якої дебютував 1 квітня 1996 року в нічийному (0:0) 23-у турі групи А проти «Системи-Борекс». Юрій вийшов на поле в стартовому складі та відіграв увесь матч. Дебютним голом у футболці «Росі» відзначився 25 квітня 1996 року на 87-й хвилині нічийного (2:2) домашньому поєдинку 29-о туру групи А проти «Агротехсервіса». Овчаренко вийшов на поле в стартовому складі та відіграв увесь матч. У складі «Росі» в чемпіонаті України Юрій зіграв 22 матчі та відзначився 5-а голами, ще 1 поєдинок провів у кубку України.
Восени 1996 року повернувся до чернігівської «Десни». Дебютував у чернігівському клубі 27 жовтня 1996 року в переможному (2:0) домашньому поєдинку 12-о туру групи А другої ліги проти баранівського «Кераміка». Овчаренко вийшов на поле в стартовому складі, на 12-й хвилині відзначився голом, а на 85-й хвилині його замінив Олег Собех. У складі «Десни» в чемпіонаті України зіграв 65 матчів та відзначився 18-а голами, ще 6 матчів (5 голів) провів у кубку України. У 1998 році завершив кар'єру професіонального футболіста. 
З 2000 по 2005 рік виступав на аматорському рівні в чемпіонаті Чернігівської області: ГПЗ (смт Варва), «Європа» (Прилуки) та «Факел» (Варва). У 2002 році зіграв 2 поєдинки в кубку України у складі «Європи». 